# جائزة غرامي لأفضل أداء روك
جائزة الغرامي لأفضل أداء روك (بالإنجليزية: Grammy Award for best Rock performance)‏ هي جائزة تقدمها الأكاديمية الوطنية لتسجيل الفنون والعلوم (NARAS) سنويا ضمن حفل توزيع جوائز الغرامي.تهم صنف موسيقى الالروك.

## الترشيحات
| السنة | المغني         | العمل               | الترشيح | Ref.  |
| ----- | -------------- | ------------------- | --- | ----- |
| 2012  | فو فايترز      | "Walk"              | - كولدبلاي — "Every Teardrop Is a Waterfall" - The Decemberists — "Down by the Water" - مومفورد اند سونز — "The Cave ‏" - راديوهيد — "Lotus Flower ‏"                                   | [ 1 ] |
| 2013  | The Black Keys | "Lonely Boy ‏"       | - ألاباما شيك — "Hold On ‏" - كولدبلاي — "Charlie Brown ‏" - مومفورد اند سونز — "I Will Wait" - بروس سبرينغستين — "We Take Care of Our Own"                                             | [ 2 ] |
| 2014 ‏ | إماجن دراجونس  | "Radioactive"       | - ألاباما شيك — "Always Alright" - ديفيد بوي — "The Stars (Are Out Tonight)" - لد زبلين — "Kashmir (Live)" - Queens of the Stone Age — "My God is the Sun" - جاك وايت — "I'm Shakin'" | [ 3 ] |
| 2015  | جاك وايت       | "Lazaretto"         | - ريان آدامز — "Gimme Something Good" - أركتك مونكيز — "Do I Wanna Know?" - بيك (كاتب) — "Blue Moon ‏" - The Black Keys — "Fever"                                                      | [ 4 ] |
| 2016  | ألاباما شيك    | "Don't Wanna Fight" | - فلورنس اند ذا مشين — "What Kind of Man ‏" - فو فايترز — "Something from Nothing ‏" - إيل كينغ — "Ex's & Oh's" - وولف أليس — "Moaning Lisa Smile"                                      | [ 5 ] |
| 2017  | ديفيد بوي      | "Blackstar"         | - ألاباما شيك — "Joe (Live from Austin City Limits)" - بيونسيه featuring جاك وايت — "Don't Hurt Yourself ‏" - ديستربد — "صوت الصمت" - توينتي ون بيلوتس — "Heathens"                    | [ 6 ] |
| 2018  | TBA            | "TBA"               | - ليونارد كوهين — "You Want It Darker" - كريس كورنيل — "The Promise ‏" - فو فايترز — "Run" - كاليو — "No Good" - Nothing More — "Go to War"                                            | [ 7 ] |